# All Shall Perish
All Shall Perish är ett deathcore-band från Oakland, Kalifornien, som bildades 2002. Bandet kombinerar flera genrer som till exempel death metal, deathgrind och metalcore. De har blandat influenser från band som At the Gates, Morbid Angel, Cannibal Corpse och Devil Driver.
Bandet skrev 2005 på för skivbolaget Nuclear Blast och släppte sin gamla skiva, debutalbumet Hate . Malice . Revenge på nytt. All Shall Perish tog sig an en ny sångare och en ny trummis inför albumet The Price of Existence. 
Efter att ha avslutat Night Of The Living Shred turnén, återvände All Shall Perish till Kalifornien. Jason Richardson lämnade senare bandet för att gå med i bandet Born of Osiris. Chris Storey satte upp en ny video på YouTube i april som heter "Never Again Practice".

## Medlemmar
Nuvarande bandmedlemmar
- Matt Kuykendall – trummor (2002–2010, 2015– )
- Beniko Orum – kompgitarr (2002–2012, 2015– )
- Caysen Russo – kompgitarr (2002–2003), basgitarr (2015– )
- Craig Betit – sång (2002–2003, 2015– )
- Chris Storey – gitarr (2003–2009, 2015– )[3]
- Hernan "Eddie" Hermida – sång (2003–2013, 2015– )

Tidigare medlemmar
- Mike Tiner – basgitarr (2002–2015)
- Joe Ellis – sologitarr (2008–2009)
- Jason Richardson – gitarr (2009–2010)
- Francesco Artusato – gitarr (2010–2015)
- Adam Pierce – trummor (2010–2015)

Turnerande medlemmar
- Bray Almini – basgitarr (2007)
- Luke Jaeger – gitarr (2008–2009)
- Rob Maramonte – gitarr (2012)

## Diskografi
Demo
- 2003 – Demo 2003[4]

Studioalbum
- 2003 – Hate . Malice . Revenge
- 2006 – The Price of Existence
- 2008 – Awaken the Dreamers
- 2011 – This Is Where It Ends

Singlar
- 2012 – "El pasado nos perseguirá"

Musikvideor
| År   | Titel                    | Regissör      |
| ---- | ------------------------ | ------------- |
| 2003 | "Deconstruction"         |               |
| 2006 | "Eradication"            | Richie Valdez |
| 2008 | "Never... Again"         | Gary Smithson |
| 2011 | "There Is Nothing Left " | David Brodsky |